# Again (bài hát của Janet Jackson)
"Again" là một bài hát của nghệ sĩ thu âm người Mỹ Janet Jackson được sử dụng cho bộ phim năm 1993 Poetic Justice mà cô thủ vai chính. Bài hát sau đó còn xuất hiện trong album phòng thu thứ năm của nữ ca sĩ, Janet (1993). Nó được phát hành như là đĩa đơn thứ ba trích từ album vào ngày 12 tháng 10 năm 1993 bởi Virgin Records. Bài hát được đồng viết lời bởi Jackson với bộ đôi nhà sản xuất Jimmy Jam & Terry Lewis, đồng thời cũng là những cộng tác viên quen thuộc xuyên suốt sự nghiệp của cô. "Again" là một bản pop ballad mang nội dung đề cập đến việc một cô gái đang tìm cách liên lạc lại với một người bạn cũ, chỉ để khám phá ra rằng tình cảm của cô dành cho người đó vẫn luôn mạnh mẽ từ trước đến nay. Ban đầu chỉ được nhìn nhận như là một sự thử nghiệm của Jam và Lewis trong quá trình thực hiện album, họ đã không suy ngẫm nghiêm túc về bài hát cho đến khi những nhà sản xuất của Poetic Justice yêu cầu một bản ballad cho bộ phim.
Sau khi phát hành, "Again" nhận được những phản ứng trái chiều từ các nhà phê bình âm nhạc, trong đó họ đánh giá cao chất giọng cảm xúc của Jackson, quá trình sản xuất hiệu quả cũng như gọi đây là một điểm nhấn nổi bật từ Janet, nhưng cũng vấp phải nhiều ý kiến chỉ trích xung quanh nội dung lời bài hát bị cho là ủy mị của nó. Tuy nhiên, "Again" đã gặt hái nhiều giải thưởng và đề cử tại những lễ trao giải lớn, bao gồm đề cử giải Quả cầu vàng lẫn giải Oscar ở hạng mục Bài hát gốc xuất sắc nhất vào năm 1993. Nó cũng tiếp nhận những thành công đáng kể về mặt thương mại với việc lọt vào top 10 ở nhiều quốc gia trên thế giới, bao gồm những thị trường nổi bật như Canada, Thụy Điển và Vương quốc Anh. Tại Hoa Kỳ, nó đạt vị trí số một trên bảng xếp hạng Billboard Hot 100 trong hai tuần liên tiếp, trở thành đĩa đơn quán quân thứ bảy của Jackson và cũng là tác phẩm trụ vững trong top 10 lâu nhất trong sự nghiệp của nữ ca sĩ tại đây với 15 tuần.
Video ca nhạc cho "Again" được đạo diễn bởi người chồng lúc bấy giờ của Jackson René Elizondo, Jr., trong đó bao gồm những cảnh cô hồi tưởng và viết lại những kỷ niệm hạnh phúc với người yêu đã mất của mình (do nam diễn viên Gary Dourdan thủ vai) vào nhật ký khi đang ở nhà. Ngoài ra, một phiên bản khác với những hình ảnh trích từ Poetic Justice cũng được phát hành. Để quảng bá bài hát, nữ ca sĩ đã trình diễn nó trên nhiều chương trình truyền hình và lễ trao giải lớn, bao gồm Top of the Pops và giải Oscar lần thứ 66, cũng như trong nhiều chuyến lưu diễn của cô. Kể từ khi phát hành, "Again" đã được hát lại và sử dụng làm nhạc mẫu bởi một số nghệ sĩ, như Trey Songz, Iyaz, Stanley Clarke, Lee DeWyze và How to Dress Well. Ngoài ra, một phiên bản tiếng Pháp của nó cũng được thu âm và phát hành cho ấn phẩm giới hạn đặc biệt của Janet trên toàn cầu. Mặc dù xuất hiện ở phần kết phim của Poetic Justice, bài hát đã không được đưa vào album nhạc phim của tác phẩm.

## Danh sách bài hát
| - Đĩa 7" tại châu Âu và Anh quốc 1. "Again" – 3:47 2. "Again" (bản Piano/Vocal) – 3:48 - Đĩa CD tại châu Âu và Anh quốc 1. "Again" – 3:47 2. "Again" (bản Piano/Vocal) – 3:48 3. "Again" (không lời) – 3:50 4. "Funky Big Band" – 5:25 | - Đĩa CD maxi tại Anh quốc 1. "Again" – 3:47 2. "Again" (bản Piano/Vocal) – 3:48 3. "Again" (bản tiếng Pháp) – 3:50 4. "That's the Way Love Goes" (We Aimista Win phối lại) – 5:14 |

## Xếp hạng
| Bảng xếp hạng (1993-94)                  | Vị trí cao nhất |
| ---------------------------------------- | --------------- |
| Úc (ARIA)                                | 19              |
| Bỉ (Ultratop 50 Flanders)                | 31              |
| Canada (RPM)                             | 2               |
| Canada Adult Contemporary (RPM)          | 9               |
| Châu Âu (European Hot 100 Singles)       | 17              |
| Đức (Official German Charts)             | 29              |
| Ireland (IRMA)                           | 12              |
| Hà Lan (Dutch Top 40)                    | 20              |
| Hà Lan (Single Top 100)                  | 20              |
| New Zealand (Recorded Music NZ)          | 13              |
| Thụy Điển (Sverigetopplistan)            | 5               |
| Thụy Sĩ (Schweizer Hitparade)            | 20              |
| Anh Quốc (OCC)                           | 6               |
| Hoa Kỳ Billboard Hot 100                 | 1               |
| Hoa Kỳ Adult Contemporary (Billboard)    | 4               |
| Hoa Kỳ Hot R&B/Hip-Hop Songs (Billboard) | 7               |
| Hoa Kỳ Pop Airplay (Billboard)           | 2               |
| Hoa Kỳ Rhythmic (Billboard)              | 3               |

| Bảng xếp hạng (1993)                  | Vị trí |
| ------------------------------------- | ------ |
| Canada (RPM)                          | 32     |
| Netherlands (Dutch Top 40)            | 145    |
| UK Singles (Official Charts Company)  | 66     |
| US Billboard Hot 100                  | 74     |
| Bảng xếp hạng (1994)                  | Vị trí |
| Canada Adult Contemporary (RPM)       | 86     |
| Japan (Tokyo Hot 100)                 | 20     |
| Netherlands (Dutch Top 40)            | 320    |
| Sweden (Sverigetopplistan)            | 70     |
| US Billboard Hot 100                  | 12     |
| US Adult Contemporary (Billboard)     | 28     |
| US Hot R&B/Hip-Hop Songs (Billboard)  | 96     |
| US Top Soundtrack Singles (Billboard) | 3      |

| Bảng xếp hạng (1990–99) | Vị trí |
| ----------------------- | ------ |
| US Billboard Hot 100    | 56     |

## Chứng nhận
| Quốc gia | Chứng nhận | Số đơn vị/doanh số chứng nhận |
| --- | ---------- | ----------------------------- |
| Hoa Kỳ (RIAA) | Bạch kim   | 1.000.000^                    |
| * Chứng nhận dựa theo doanh số tiêu thụ. ^ Chứng nhận dựa theo doanh số nhập hàng. ‡ Chứng nhận dựa theo doanh số tiêu thụ và phát trực tuyến. |            |                               |